# Hans Heinrich Coninx

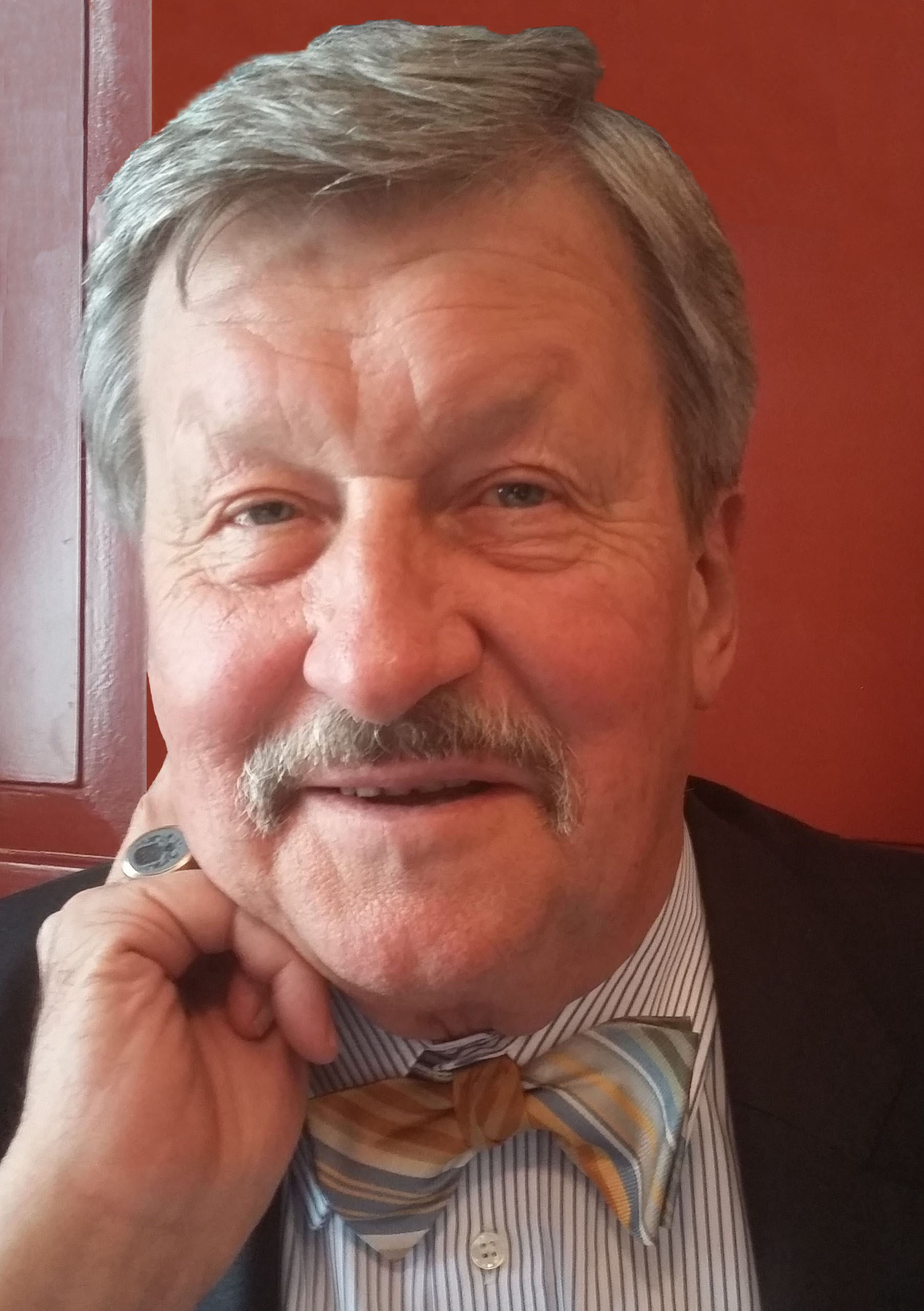
Hans Heinrich Coninx (2017)

Hans Heinrich Coninx (* 23. August 1945) ist ein Schweizer Verleger, der als Vorsitzender der Geschäftsleitung und Verwaltungsratspräsident die Tamedia AG massgeblich prägte.

## Leben
Coninx trat 1971 als nicht stimmberechtigtes Juniormitglied in den Verwaltungsrat des Familienunternehmens Tages-Anzeiger für Stadt und Kanton Zürich AG ein. Ab 1973 war er als Assistent der Konzernleitung auch operativ tätig. 1978 folgte seine Wahl zum regulären Verwaltungsrat, 1979 wurde er Mitglied der damals noch vierköpfigen Geschäftsleitung.
1983 wurde Coninx zum Vorsitzenden der nun fünfköpfigen Geschäftsleitung ernannt, 1987 übernahm er von seinem Vater Otto Coninx auch das Amt des Verwaltungsratspräsidenten, das er bis 2007 ausübte. Zu seinem Nachfolger wurde der bisherige Vizepräsident Pietro Supino gewählt, der als Neffe von Hans Heinrich Coninx die fünfte Generation der Gründerfamilie vertritt. Coninx’ ältester Sohn Martin Coninx war ab 2004 Verlagsleiter der Finanz und Wirtschaft für das Unternehmen tätig, seit 2008 als Geschäftsführer (bis Ende 2013).
Coninx war von 1992 bis 2003 Präsident des Verlegerverbandes Schweizer Medien und von 2003 bis 2018 Verwaltungsratspräsident der Schweizerischen Depeschenagentur (SDA, heute Keystone-SDA). Zudem engagiert er sich über die Orpheum Stiftung zur Förderung junger Solisten für die Förderung von hochbegabten jungen Musikern. Er war zudem im Vorstand der Schweizerischen Multiple Sklerose Gesellschaft tätig.
Er war von Mitte 2009 bis April 2012 Mitglied des Verwaltungsrats der Rothschild Bank.